# Řád vlasteneckých zásluh
Řád vlasteneckých zásluh (francouzsky Ordre du Mérite Patriotique) je státní vyznamenání Burundské republiky založené roku 1982. Udílen je příslušníkům ozbrojených sil i civilistům za službu vlasti, hrdinské činy či za záchranu lidského života.

## Historie a pravidla udílení
Řád byl založen prezidentem republiky Jean-Baptistem Bagazou dne 16. června 1982. Udílen je příslušníkům ozbrojených sil za statečnost a může být udělen i civilistům za záchranu života či majetku.

## Třídy
Řád je udílen ve čtyřech třídách a náleží k němu i tři medaile.
- velkodůstojník
- komtur
- důstojník
- rytíř
- zlatá medaile
- stříbrná medaile
- bronzová medaile

## Insignie
Řádový odznak má tvar šesticípé hvězdy položené na šestiúhelníku složeném z paprsků. Uprostřed hvězdy je barevně smaltovaný státní znak Burundi. Zadní strana je hladká, bez smaltu. Ke stuze je odznak připojen pomocí přechodového prvku ve tvaru věnce.
Stuha je červená. Na obou koncích je lemována pruhem zelené a bílé barvy.